# Prodotto materiale netto

NMP pro-capite dell'URSS al 1990.

Il Prodotto Materiale Netto (in inglese: Net Material Product o NMP, in russo: Национальный доход, o "reddito nazionale") è un indicatore macroeconomico del Material Product System (o MPS) usato fino all'inizio degli anni '90 in tutti i paesi socialisti per misurare l'economia e corrispondente dal punto di vista 'politico' al PIL (usato come riferimento dal Sistema di contabilità dell'ONU).

## Descrizione
Tra gli anni '20 e '30, contemporaneamente agli Stati Uniti (che arriveranno a una definizione primitiva di PIL nel 1934 con Simon Kuznets), anche nell'URSS si iniziò a pensare di redigere una contabilità nazionale organica. Venendo influenzati dalla teoria del lavoro produttivo e improduttivo sia di Adam Smith che di Karl Marx, si coniò la definizione di "reddito nazionale", che venne poi internazionalizzata con il termine "Net Material Product" per farla adottare da parte di tutti i membri del COMECON.
A partire dagli anni '90, gli ex stati socialisti sarebbero passati al System of National Accounts (o SNA) delle Nazioni Unite.

### Calcolo
A differenza del PIL, l'NMP si basa solo sulla produzione materiale dell'economia (ovvero sulla produzione industriale e agricola) ed escludendo la maggior parte dei servizi. Sono inclusi nel computo le industrie (manifatturiere, edili, logistiche, per il mantenimento delle strade, di trasporto merci - ma non per quello passeggeri), le aziende del settore primario, quelle produttrici di servizi di supporto alla produzione industriale e altre attività di produzione di beni.
Viene calcolato sottraendo il costo dei materiali e della manodopera usati per produrre i beni al valore dei beni finiti stessi.
L'NMP, inoltre, è "netto" poiché esso non tiene conto degli investimenti che coprono l’ammortamento dei beni capitali deperiti, a differenza del PIL (e come invece per il PIN).
I settori "non produttivi" (secondo una definizione paradossalmente più vicina a quella di Adam Smith che di Marx) includevano tutta la sanità, l'istruzione, l'affitto e le politiche abitative, i servizi pubblici, i servizi per i consumatori, il trasporto passeggeri, i servizi finanziari e bancari, la difesa nazionale e le organizzazioni sociali varie; tutte queste attività economiche non venivano conteggiate nell'NMP.

### Dati statistici
Segue l'elenco delle repubbliche sovietiche e il relativo NMP pro-capite (i dati sono tutti del 1990):
| Repubblica sovietica | Popolazione (in milioni di ab.) | NMP (in milioni di Rubli) | NMP pro-capite (in Rubli) |
| -------------------- | ------------------------------- | ------------------------- | ------------------------- |
| Armenia              | 3,293                           | 6.977                     | 2.119                     |
| Azerbaigian          | 7,131                           | 10.712                    | 1.502                     |
| Estonia              | 1,583                           | 5.469                     | 3.455                     |
| Georgia              | 5,456                           | 10.866                    | 1.992                     |
| Kazakistan           | 16,691                          | 33.362                    | 1.999                     |
| Kirghizistan         | 4,367                           | 6.027                     | 1.380                     |
| Lettonia             | 2,687                           | 8.849                     | 3.293                     |
| Lituania             | 3,723                           | 9.999                     | 2.686                     |
| Moldavia             | 4,362                           | 9.443                     | 2.165                     |
| Russia               | 148,041                         | 446.818                   | 3.018                     |
| Tagikistan           | 5,248                           | 5.490                     | 1.046                     |
| Turkmenistan         | 3,622                           | 5.321                     | 1.469                     |
| Ucraina              | 51,839                          | 117.992                   | 2.276                     |
| Uzbekistan           | 20,322                          | 23.603                    | 1.161                     |
| Bielorussia          | 10,259                          | 29.510                    | 2.876                     |
| Totale               | 288,624                         | 730.438                   | 2.530                     |

A partire dal 1988 anche nell'URSS si cominciò a calcolare il valore dell'economia nazionale tramite il PIL e fu, quindi, possibile fare un confronto diretto con l'NMP. Qui i dati sono espressi in miliardi di Rubli:
| Indicatore       | 1980  | 1985  | 1990  |
| ---------------- | ----- | ----- | ----- |
| PIL              | 619   | 777   | 1000  |
| NMP              | 462.2 | 578.5 | 700.6 |
| NMP in % sul PIL | 75    | 74    | 70    |

Sono infine disponibile i tassi di crescita dell'NMP (su base 100 al 1980) al 1990 dei vari paesi socialisti:
| Indicatore                | Bulgaria | Cuba | Cecoslovacchia | Germania Est | Ungheria | Mongolia | Polonia | Romania | Vietnam | URSS |
| ------------------------- | -------- | ---- | -------------- | ------------ | -------- | -------- | ------- | ------- | ------- | ---- |
| NMP nel 1990 (1980 = 100) | 141      | 143  | 117            | 139          | 112      | 156      | 108     | 144     | 153     | 127  |